# Seleção Ucraniana de Rugby Union
A Seleção Ucraniana de Rugby Union é a equipe que representa a Ucrânia em competições internacionais de Rugby Union.

## História
A Ucrânia fez sua estreia internacional contra a Geórgia em 1991, perdendo o jogo pelo placar de 19 a 15. três dias depois, a seleção ucraniana foi derrotada novamente pelo mesmo time, desta vez por seis a zero. No ano seguinte, Ucrânia e Geórgia jogaram novamente numa série de três jogos, com vantagem georgiana. A primeira vitória veio em 1993, quando os ucranianos derrotaram a Hungria por 41 a 3, seguido por mais três vitórias consecutivas, contra Croácia, Eslovênia e Áustria. A sequência acabou em 1994 com uma derrota para a Dinamarca.
Em 1996, a Ucrânia venceu a Letônia por 19 a 3, o que seria o início de uma série de nove vitórias consecutivas. A maior sequência de vitória acabou no final de 1997 finais de 1997, quando perdeu para a Holanda por 35 a 13. Por outro lado, a década de 1990 foi de altos e baixos para a Ucrânia, que derrotou equipes como Polônia e República Tcheca, mas por outro lado perdeu para a Rússia, Geórgia e Romênia.
Ucrânia jogou no Torneio Europeu das Nações 2005-2006, que também serviu como um qualificação para Copa do Mundo de Rugby Union de 2007 na França. Ucrânia perdeu todos os dez jogos e foi rebaixada para a Divisão 2A. Portanto, na temporada 2008-2010, a Ucrânia venceu a divisão 2B e enfrentará a Lituânia, num jogo onde o vencedor enfrentará o terceiro colocado da 1.ª divisão, na repescagem europeia, que decidirá o europeu para a disputa da repescagem mundial para a Copa do Mundo de Rugby Union de 2011

## Confrontos
Registro de confrontos contra outras seleções
| Adversário          | Jogos | Vitórias | Empates | Derrotas | Pontos feitos | Pontos sofridos | Aproveitamento (%) |
| ------------------- | ----- | -------- | ------- | -------- | ------------- | --------------- | ------------------ |
| Alemanha            | 6     | 2        | 1       | 3        | 87            | 96              | 41,6%              |
| Áustria             | 2     | 2        | 0       | 0        | 114           | 6               | 100%               |
| Bélgica             | 5     | 3        | 0       | 2        | 101           | 59              | 60%                |
| Croácia             | 4     | 3        | 0       | 1        | 91            | 50              | 75%                |
| Dinamarca           | 3     | 2        | 0       | 1        | 45            | 37              | 66,6%              |
| Eslovênia           | 1     | 1        | 0       | 0        | 41            | 26              | 100%               |
| Geórgia             | 7     | 0        | 0       | 7        | 57            | 186             | 0%                 |
| Hungria             | 1     | 1        | 0       | 0        | 41            | 3               | 100%               |
| Israel              | 1     | 1        | 0       | 0        | 51            | 15              | 100%               |
| Letônia             | 3     | 2        | 0       | 1        | 54            | 26              | 66,6%              |
| Lituânia            | 1     | 1        | 0       | 0        | 27            | 8               | 100%               |
| Moldávia            | 4     | 3        | 0       | 1        | 100           | 26              | 75%                |
| Países Baixos       | 4     | 3        | 0       | 1        | 88            | 71              | 75%                |
| Polônia             | 7     | 7        | 0       | 0        | 141           | 77              | 100%               |
| Portugal            | 2     | 0        | 0       | 2        | 20            | 90              | 0%                 |
| Chéquia             | 6     | 2        | 0       | 4        | 69            | 184             | 33,3%              |
| Romênia             | 3     | 0        | 0       | 3        | 17            | 194             | 0%                 |
| Rússia              | 6     | 0        | 0       | 6        | 58            | 303             | 0%                 |
| Sérvia e Montenegro | 1     | 1        | 0       | 0        | 60            | 0               | 100%               |
| Suécia              | 2     | 2        | 0       | 0        | 78            | 3               | 100%               |
| Suíça               | 2     | 2        | 0       | 0        | 60            | 11              | 100%               |
| Total               | 71    | 38       | 1       | 32       | 1400          | 1463            | 54.2%              |